# Jingle Bell Rocks / Nebula Lullaby
Jingle Bell Rocks / Nebula Lullaby је студијски дупли сингл Луке Ивановића (Чачак, 18. мај 1992. године), познатијег под својим уметничким именом Luke Black. Лука је српски кантаутор. Осим ауторском музиком, бави се и аудио продукцијом и режијом сопствених наступа и музичких спотова. 

## Детаљи
Пар дана пред Божићне празнике, 18. децембра 2015. године, Luke Black је објавио издање Jingle Bell Rock / Nebula Lullaby, на коме се налази обрада песме Jingle Bell Rock и песма Nebula Lullaby, претходно самоиздата 2014. године. Овај сингле је пето студијско издање и његов први божићни сингл. Омот издање и пропратне видео спотове потписује Лука Ивановић.

## Песме
Музички сингл садржи две песме укуног трајања 5 минута и 10 секунди, аудио формата: 16bit/44.1kHz. Подаци о албуму су припремљени на основу изворног материјала.